# Augustus Stephen Vogt

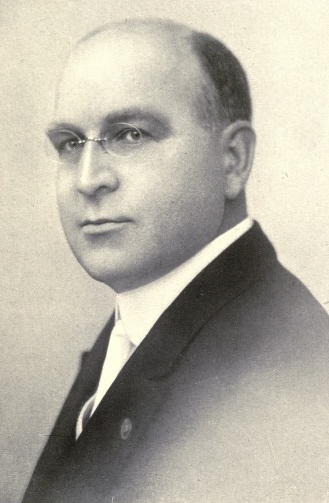
Augustus Stephen Vogt (1913)

Augustus Stephen Vogt (* 14. August 1861 in Washington/Ontario; † 17. September 1926 in Toronto) war ein kanadischer Musikpädagoge, Chorleiter, Organist und Komponist.

## Leben
Vogt war bereits im Alter von zwölf Jahren Organist an der St. James Lutheran Church in Elmira. Nach einer Ausbildung bei L. H. Parker wurde er 1878 Organist an der First Methodist Church in St. Thomas/Ontario. Von 1881 bis 1884 studierte er am New England Conservatory in Boston bei S. A. Emery und H. M. Dunham, danach von 1885 bis 1888 am Leipziger Konservatorium bei Salomon Jadassohn, Willy Rehberg, Carl Reinecke und Adolf Ruthardt.
Von 1888 bis 1906 war er Organist und Chorleiter an der Jarvis Street Baptist Church in Toronto.  Daneben unterrichtete er Orgel und Klavier am Toronto College of Music, verschiedenen Mädchenschulen und ab 1892 am Toronto College of Music, dessen Direktor er 1913 (als Nachfolger von Edward Fisher) wurde. Er war Sekretär des  Canadian College of Organists (1889–92), Präsident der Canadian Society of Musicians (1893–95) und Fellow des Royal College of Organists. Bei der Weltausstellung von Chicago trat er als Organist auf.
Seit Mitte der 1890er Jahre schrieb Vogt als Musikkritiker unter dem Pseudonym Moderato für die Zeitschrift Saturday Night. 1894 gründete er den Toronto Mendelssohn Choir, den er bis 1917 leitete und mit dem er ab 1902 jährliche Festivals mit Orchestern wie dem Pittsburgh Orchestra und dem Chicago Orchestra organisierte. Nach einer Studienreise durch Europa 1913–14 widmete er sich der Reform des Ausbildungssystems am Toronto Conservatory nach europäischem Vorbild. Er beteiligte sich an der Gründung der Musikfakultät an der Universität Toronto und wurde 1918 deren Dekan.
In den mehr als 30 Jahren seiner Lehrtätigkeit unterrichtete Vogt Musiker wie G. D. Atkinson, Jessie M. Allen, Mona Bates, Ernest Farmer, H. C. Hamilton, William Hewlett, Ada Twohy Kent, Ernest Seitz, Bertha Tamblyn und George Ziegler. Er gab ein zweibändiges Standard Anthem Book und (mit Healey Willan) das The School and Community Song Book (Gage, 1922) heraus und verfasste eine Klavierschule (His Modern Pianoforte Technique, 1900). Neben Prelude and Fugue for Organ komponierte Vogt vor allem einige Chorwerke wie An Indian Lullaby (1906) und The Sea (1911) sowie Arrangements von The Lord's Prayer (1900) und Crossing the Bar (1906).